# Kabardie
 (janvier 2019).
Si vous disposez d'ouvrages ou d'articles de référence ou si vous connaissez des sites web de qualité traitant du thème abordé ici, merci de compléter l'article en donnant les références utiles à sa vérifiabilité et en les liant à la section « Notes et références ».
La Kabardie (Кабарда en russe, Къэбэрдей en tcherkesse), autrefois Tcherkessie de Piatigorsk est une région historique caucasienne en fédération de Russie. Elle doit son nom au peuple des Kabardes ou Kabardins, un groupe régional tcherkesse. Cette région est intégrée dans la république autonome de Kabardino-Balkarie et se situe au nord du Caucase.

## Histoire

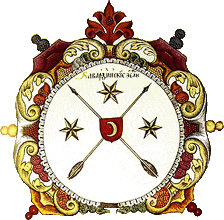
Armes du pays des Kabardes au temps de l'Empire russe

La région a connu un début d'unité, lorsque prend fin le règne du prince tcherkesse (ou, selon l'ancienne dénomination, circassien) Inal au XVe siècle, à l'histoire semi-légendaire. Les Kabardes, qui descendent des Méotes, tribu des Zygues (décrits par Strabon) du nord de la Colchide, habitent le versant oriental de la Mer Noire (anciennement Pont-Euxin) depuis des siècles. Ils sont chrétiens orthodoxes jusqu'au début du XVIIIe siècle, lorsqu'une majorité se convertit à l'islam. Leur histoire est marquée par des luttes entre tribus locales, Tatars de Crimée, tribus des steppes puis concurrence des princes de Moscou. Ils résistent à l'islam des Tatars de Crimée dans la mouvance de l'Empire ottoman, puis deviennent musulmans entre le XVIe siècle et le XVIIIe siècle. C'est un peuple de chasseurs et d'éleveurs qui n'hésite pas à razzier les convois commerciaux qui se dirigent vers Constantinople. Il est partagé en clans féodaux. Les Kabardes conservent la tradition orale des Nartes, partagée par d'autres peuples caucasiens et leur unité linguistique, avec des variantes dialectales, se situe autour du Xe siècle.
La future Kabardie se forme entre le XVe siècle et le XVIe siècle en étant délimitée à l'ouest par la rivière Ouroup (affluent gauche du Kouban), jusqu'aux rives de la Mer Caspienne à l'embouchure du Terek à l'est. Du nord au sud, elle se situe entre les glaciers du Caucase central et les environs de Stavropol. Ces « frontières » sont dues à cette époque à un important mouvement de population des Kabardes vers le sud au piémont du Caucase (ou Ciscasie ou encore Circassie), vidé et saccagé un siècle plus tôt par les invasions. Les territoires kabardes sont divisés au XVIe siècle en trois territoires dirigés chacun par une branche différente de descendants d'Inal, les Kaïtykouékhé (ou Kaïtoukine en russe), les Idarkhé (ou Idarov en russe) et les Talostankhé (ou Tlostanov en russe).
La princesse Marie (ou Gouachéné), fille du prince Idarokoué, ou Temruk Idarov, était la deuxième épouse du tsar Ivan le Terrible. Différents descendants de cette famille princière seront à l'origine des princes polonais et russes Tcherkasski. Au milieu du XVIIe siècle, la Maison des Kaïtykouékhé repousse les Idarkhé vers le Terek inférieur et les Talostankhé vers le milieu du bassin du Terek. C'est la naissance de la Kabardie, dès lors territoire des princes Kaïtykouékhé. On trouve dans les textes de l'époque la nouvelle dénomination de Grande-Kabardie, par opposition à la Petite-Kabardie, où règnent les autres princes. La Grande-Kabardie est à son tour divisée au milieu du XVIIe siècle entre trois frères à l'origine des maisons princières des Atajoukine (Khatokhouchtchykouékhé), Missostov (Missostkhé), Djamboulatov (Djambotkhé). La principauté est en décadence au XVIIIe siècle, lorsque les Russes construisent la forteresse de Mozdok en 1764 en Petite-Kabardie pour se protéger des Turcs. Le prince local se convertit à l'orthodoxie. La construction de la forteresse et de la ville provoque l'hostilité des Circassiens de Grande-Kabardie, ou Kabardins, et c'est le début d'une période de guerres et de trêves alternées qui va durer jusqu'en 1825, tandis que la région passe dans l'Empire russe. La Kabardie devient officiellement la région kabardine de l'oblast du Terek (en russe : кабардинский округ Терской области).

## Population
La Grande-Kabardie et la Petite-Kabardie furent toujours polyethniques. Les Kabardes (considérés comme une branche des Adyguéens) vivent à côté des Abazines (peuple proche, descendant des Abkhazes du nord), des Nogaïs de Piatigorsk, les Karatchaïs (peuple d'ethnie turque), et les Balkars.
La Petite-Kabardie, qui n'a jamais connu d'unité administrative, ayant toujours été divisée en clans familiaux rivaux, avait en plus sur son territoire des Koumyks, des Ossètes du nord, des Ingouches et quelques tribus tchétchènes.

### Source
- (ru) Cet article est partiellement ou en totalité issu de l’article de Wikipédia en russe intitulé « Кабарда » (voir la liste des auteurs).